# Syntormon
Syntormon är ett släkte av tvåvingar. Syntormon ingår i familjen styltflugor.

## Bildgalleri

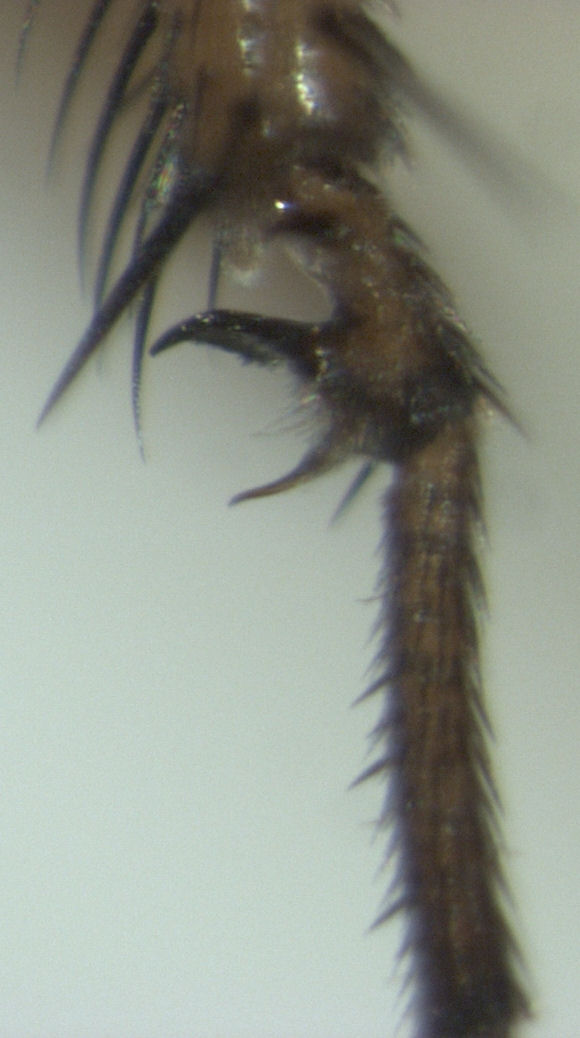

## Dottertaxa tillSyntormon, i alfabetisk ordning[1][2]
- Syntormon abbreviatus
- Syntormon affine
- Syntormon ama
- Syntormon aotearoa
- Syntormon asiaticus
- Syntormon aulicum
- Syntormon aulicus
- Syntormon babu
- Syntormon beijingensis
- Syntormon bicolorellum
- Syntormon bisinuatum
- Syntormon boninense
- Syntormon caffer
- Syntormon californicum
- Syntormon cilitarse
- Syntormon cilitibia
- Syntormon cinereiventre
- Syntormon clavatum
- Syntormon codinai
- Syntormon denticulatum
- Syntormon detritum
- Syntormon dissimilipes
- Syntormon dobrogicus
- Syntormon dorsalis
- Syntormon dukha
- Syntormon edwardsi
- Syntormon elongatum
- Syntormon emeiensis
- Syntormon eutarsiformis
- Syntormon femoratum
- Syntormon filiger
- Syntormon flexibile
- Syntormon flexiblis
- Syntormon formosus
- Syntormon francoisi
- Syntormon freymuthae
- Syntormon frivolum
- Syntormon fuscipes
- Syntormon giordanii
- Syntormon henanensis
- Syntormon inmaculatus
- Syntormon iranicus
- Syntormon janelithae
- Syntormon kennedyi
- Syntormon kivuensis
- Syntormon latitarsis
- Syntormon lindneri
- Syntormon longipes
- Syntormon longistylus
- Syntormon lucare
- Syntormon luchunense
- Syntormon luishuiense
- Syntormon luteicornis
- Syntormon macula
- Syntormon madagascarensis
- Syntormon medogense
- Syntormon metathesis
- Syntormon mikii
- Syntormon miritarsus
- Syntormon monile
- Syntormon monilis
- Syntormon monochaetus
- Syntormon multillatus
- Syntormon myklebusti
- Syntormon nubilum
- Syntormon opimus
- Syntormon oregonense
- Syntormon pallipes
- Syntormon palmare
- Syntormon papei
- Syntormon parvus
- Syntormon pennatum
- Syntormon pennatus
- Syntormon peregrinus
- Syntormon pseudopalmarae
- Syntormon pseudospicatus
- Syntormon pumilus
- Syntormon punctatus
- Syntormon quadratus
- Syntormon rhodani
- Syntormon rotundicornis
- Syntormon rufipes
- Syntormon samarkandi
- Syntormon setosus
- Syntormon silvianus
- Syntormon simplicitarse
- Syntormon singaporensis
- Syntormon singularis
- Syntormon smitnovi
- Syntormon spilivinskii
- Syntormon straeleni
- Syntormon strataegum
- Syntormon subinermis
- Syntormon submonilis
- Syntormon sulcipes
- Syntormon tabarkae
- Syntormon tarsatum
- Syntormon tarsatus
- Syntormon tasmanense
- Syntormon triangulipes
- Syntormon tricoloripes
- Syntormon trisetum
- Syntormon turanicus
- Syntormon uintaense
- Syntormon utahense
- Syntormon valae
- Syntormon vanduzeei
- Syntormon variegatum
- Syntormon violovitshi
- Syntormon wittei
- Syntormon xinjiangensis
- Syntormon xiphandroides
- Syntormon xizangensis
- Syntormon zelleri
- Syntormon zhengi